# Ejercicios espirituales (filosofía antigua)
Los ejercicios espirituales fueron en la Antigüedad prácticas regulares —tanto de orden físico (régimen alimenticio), discursivo (diálogo, meditación) o intuitivo (contemplación)— dedicadas a convertir la propia vida en un camino progresivo de mejora en vistas del ideal del sabio y la vida virtuosa. Este recorrido de transformación se presentaba como una crítica a la forma de vida ya dada por la convención social, buscando invertir los valores predominantes (riquezas, honores, placeres) por otros propuestos como preferibles para la vida (virtud, contemplación, simplicidad vital).

## Ejercicios espirituales
Los ejercicios espirituales se entienden, en cuanto «ejercicios», de modo análogo a como entendemos los ejercicios físicos: así como bajo una práctica regular de ejercitación física conseguimos gradualmente una mejora de nuestro cuerpo y sus capacidades, en la ejercitación espiritual —por medio de prácticas adecuadas a este— logramos un perfeccionamiento del alma (nuestro modo de ser, ver y estar en el mundo). Por otra parte, en cuanto «espirituales» apunta a un concepto más amplio que meros ejercicios «intelectuales» puesto que estarían implicadas otras facultades —como la imaginación y el sentimiento— para llegar a captar íntegramente el modo de ser humano:
Estos ejercicios (…) corresponden a un cambio de visión del mundo y a una metamorfosis de la personalidad. La palabra «espiritual» permite comprender con mayor facilidad que unos ejercicios como estos son producto no solo del pensamiento, sino de una totalidad psíquica del individuo. (Pierre Hadot, p. 24)
Algunos de estos ejercicios espirituales fueron reunidos en la antigüedad por el filósofo Filón de Alejandría. Entre ellos encontramos el estudio (zetesis), el examen de profundidad (skepsis), la lectura, la escucha (akroasis), la atención (prosoche), el dominio de uno mismo (enkrateia), la indiferencia ante las cosas indiferentes, las meditaciones (meletai), la terapia de pasiones, la rememoración de cuanto es beneficioso y el cumplimiento de deberes. Todos estos corresponderían a prácticas realizadas para convertir el alma hacia la virtud y la sabiduría. 
Posteriormente, Lord Shaftesbury, a principios del siglo XVIII, recopiló en sus Askêmata ("Ejercicios") diversas reflexiones y preceptos prácticos de inspiración estoica, incluyendo amplios extractos de filósofos como Epicteto y Marco Aurelio con el fin de ilustrar las formas de entrenamiento para el «cuidado de sí mismo» que propuso.
Por último, en el siglo XX, el término también fue empleado por Jean-Pierre Vernant en su obra Mythe et pensée chez les Grecs (1965) y popularizado tanto por Pierre Hadot en Exercises spirituels et philosophie antique (1981) como por Michel Foucault durante sus seminarios en el Collège de France.